# Crematística

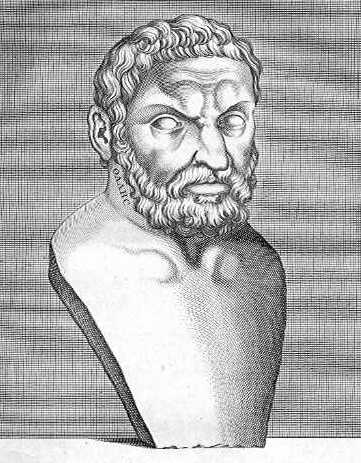
Tales de Mileto.

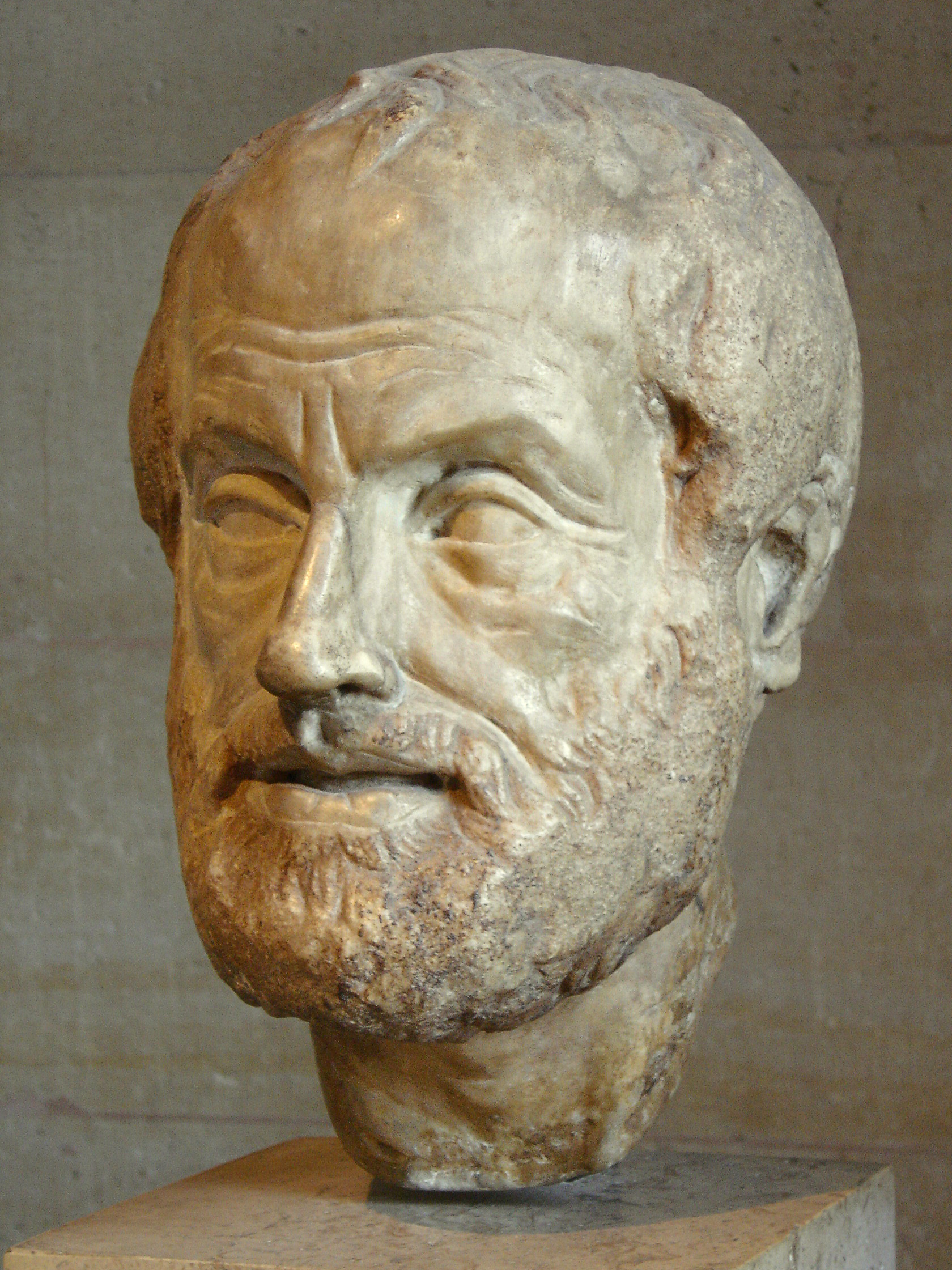
Aristóteles.

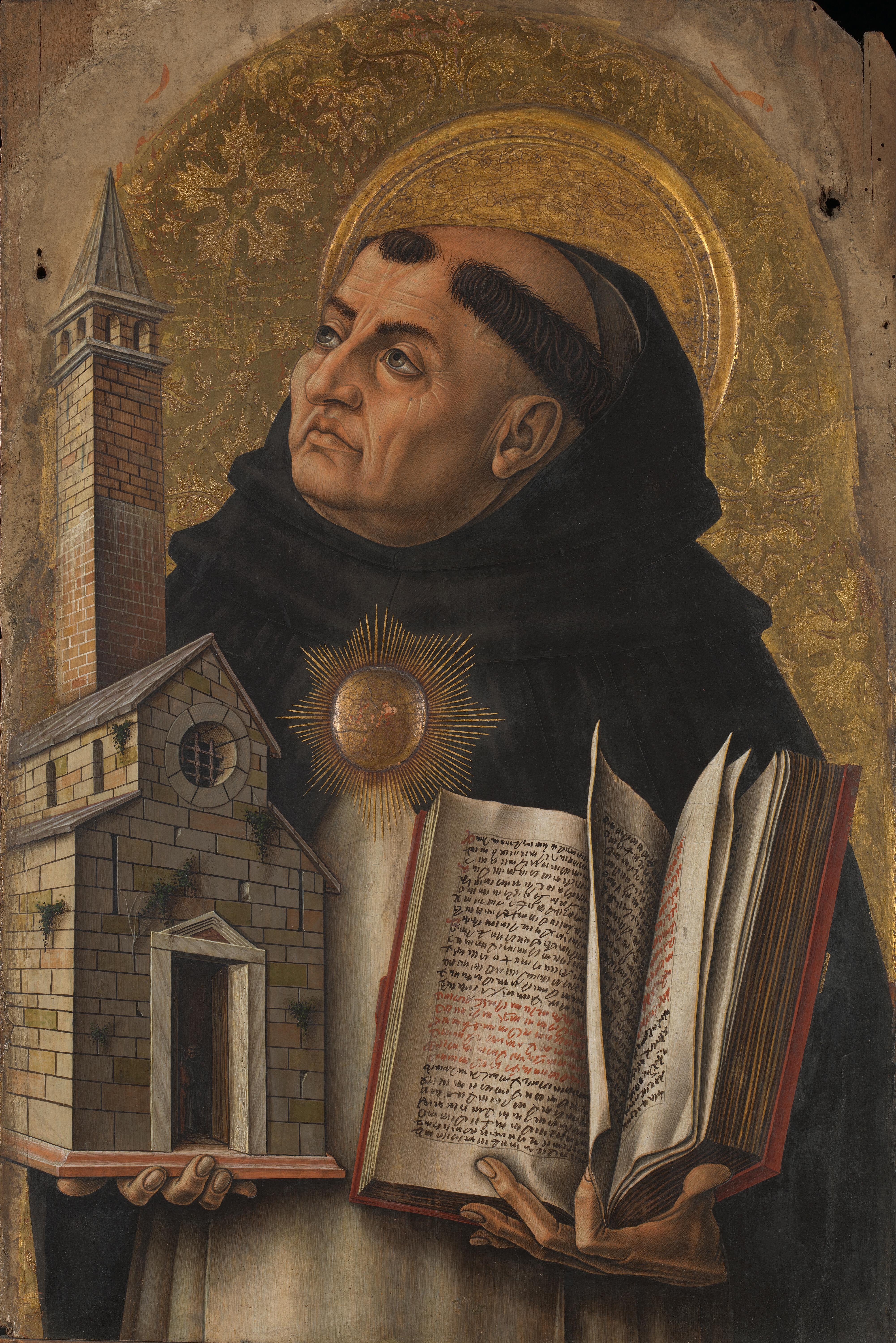
Santo Tomás de Aquino.

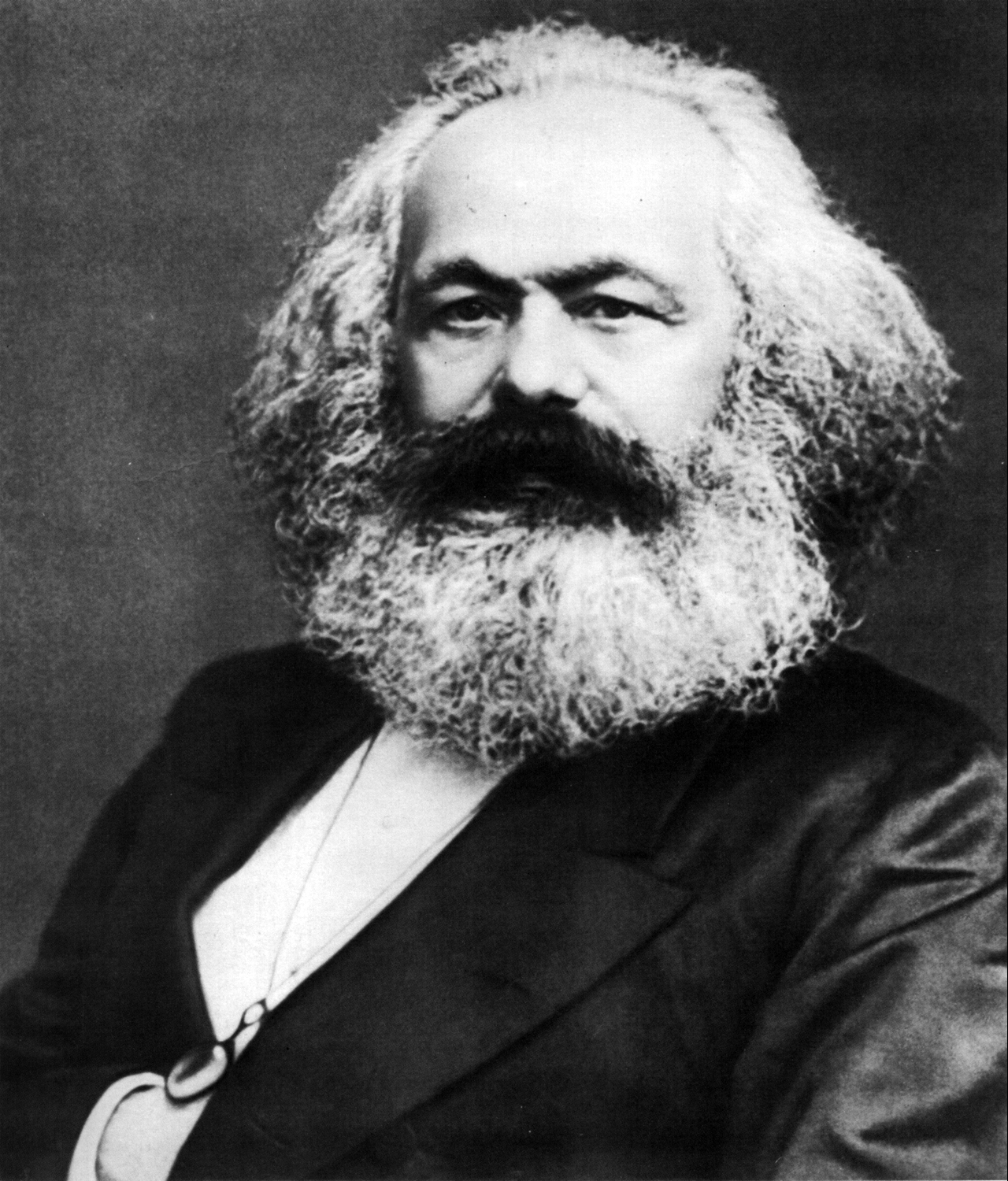
Karl Marx

La crematística, (del griego: khrema; «la riqueza», «la posesión») planteada por Tales de Mileto, es el arte de hacerse rico, de adquirir riquezas. Según Aristóteles, la acumulación de dinero en sí es una actividad contra natura que deshumaniza a quienes se dedican a ello. Aristóteles lo muestra en numerosos textos, incluida la Ética a Nicómaco y la Política. La crematística consta de tres partes: el comercio, (que consiste en embarque, transporte y venta) la usura y el trabajo asalariado.

## Partes
La crematística se divide en dos modalidades fundamentales: la crematística natural y la crematística antinatural.
La crematística natural se refiere a las transacciones comerciales directas entre el productor y el comprador, en las cuales se establece un precio justo sin la formación de valor agregado al bien. Este tipo de actividad es aceptado por Aristóteles, quien no considera que exista usura, ya que no hay especulación en el precio ni en la producción.
Por otro lado, la crematística antinatural está vinculada al comercio, en el cual el productor vende sus bienes a un intermediario que los revende al consumidor a un precio mayor, generando un valor agregado. Aristóteles rechaza este fenómeno, argumentando que, al involucrar el comercio, el dinero pierde su función original como medio de intercambio y medida de valor, y la práctica se convierte en usura. En la sociedad de la época, la acumulación de capital mediante el comercio fue vista con desdén, aunque Tomás de Aquino revisó esta postura, aceptando la acumulación de capital bajo la condición de que fuera destinado a fines virtuosos, como la caridad.
Aunque Aristóteles aborda la crematística como un conjunto de tácticas para la adquisición de riqueza con el objetivo de fortalecer el poder político, su crítica no se limita a este aspecto, sino que también concede un papel preeminente a la economía en el desarrollo social. Esta perspectiva aristotélica tendría un impacto significativo en el pensamiento económico medieval, donde la Iglesia católica adoptó la crítica contra esta forma de conducta económica, considerándola incompatible con los principios religiosos. Varios autores[¿por quién?] han sostenido que la aplicación práctica de este enfoque fue un obstáculo para el desarrollo económico.
Por su parte, Karl Marx retoma el concepto en su obra El capital, donde resalta las consecuencias de lo que denomina: auri sacra fames, una expresión latina de Virgilio que denota la «maldita sed del oro», refiriéndose a la obsesión por la acumulación de dinero por el dinero mismo, como un fenómeno que corrompe las relaciones económicas.
- Datos: Q510396